# Tmesisternus elvirae
Tmesisternus elvirae är en skalbaggsart som beskrevs av Christian Ehrenfried Weigel 2003. Tmesisternus elvirae ingår i släktet Tmesisternus och familjen långhorningar. Inga underarter finns listade i Catalogue of Life.